# Cryphia assimilis
Cryphia assimilis là một loài bướm đêm trong họ Noctuidae.